# Museo Internazionale del Presepe
Il Museo Internazionale del Presepe è allestito all'interno dell'antica chiesa di Santa Maria e di un altro storico edificio, poco distante dal centro di Greccio.
Dal 2015 il museo ospita numerosi presepi di varie culture, stili e materiali, provenienti da diverse parti del mondo ed immersi in una suggestiva scenografia moderna ideata da artisti contemporanei.